# W型16気筒

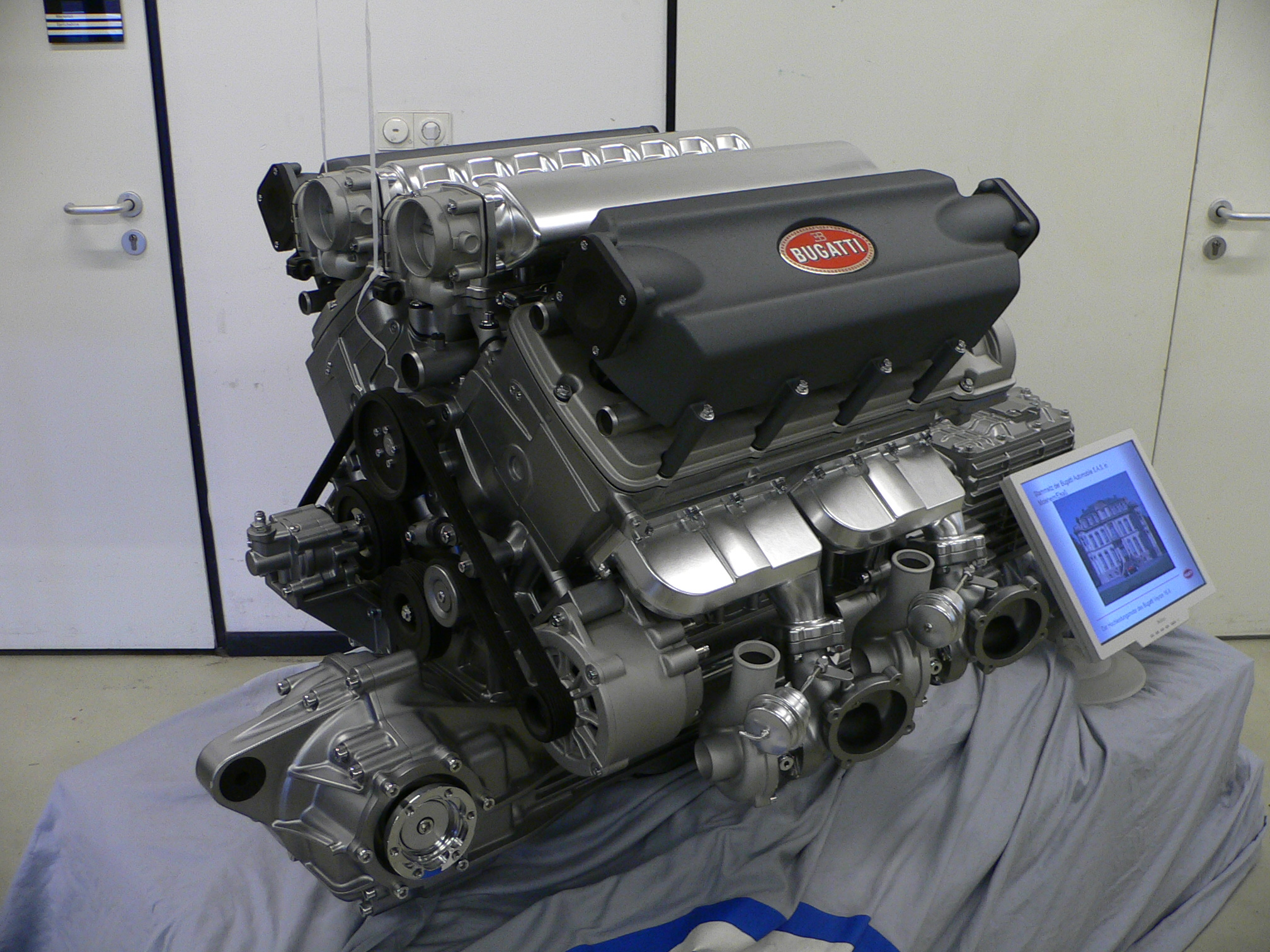
ブガッティ・ヴェイロンのW型16気筒エンジン

W型16気筒（ダブリュがたじゅうろっきとう）はピストン式内燃機関（レシプロエンジン）のシリンダー配列形式の一つで、W型エンジンの一種。W16と略される事もある。今日存在するW型16気筒エンジンは全て狭角V型エンジン技術の延長上で設計されており、8つのピストンを持つ2つのシリンダーバンクが組み合わされ、1本のクランクシャフトを回すレイアウトを採用している。

## 概要
W型16気筒を市販化した自動車メーカーは2024年現在フォルクスワーゲン（VW）が唯一であり、同社の傘下にあったブガッティのハイパーカー、ヴェイロン及びシロンに搭載された。
フォルクスワーゲンのデザインはW型12気筒を延長して4気筒を追加する形を採っている。この形式のエンジンは1999年に発表されたコンセプトカーのベントレー・ユーノディエールで初めて公開され、後にアウディのコンセプトカーであるen:Audi Rosemeyerにも採用された。
このデザインは元々、狭角V型エンジンであるVR6で培われた技術であり、ピストンの位置を左右にずらして配置することで直列6気筒と比較して短い全長を持つ事に成功した。この狭角V型エンジンを通常のV型エンジンのようにV型に配置することで、W型のレイアウトが完成する。このようなレイアウトで製造されたW型エンジンは、通常のV型エンジンと比較してエンジン全長を短くすることが可能であり、通常のV型エンジン用のエンジンルームのスペースでさらに多気筒のエンジンを搭載することが可能となる。
フォルクスワーゲンのW型エンジンはVR6型のシリンダーバンクを72度の角度で配置し、始めにVR4型エンジンを2つ組み合わせたW型8気筒が製造され、後にシリンダーバンクを90度に拡大したW型16気筒が登場した。
なお、フォルクスワーゲンはこのW型16気筒を開発する以前に、一般的な3バンクレイアウトを採用したW型18気筒エンジンを開発している。このW型18気筒は1998年と1999年に発表されたブガッティのコンセプトカーに搭載されたが、市販されることなく終わっている。